# Chersodoma jodopappa
Chersodoma jodopappa là một loài thực vật có hoa trong họ Cúc. Loài này được (Sch.Bip. ex Wedd.) Cabrera mô tả khoa học đầu tiên năm 1946.